# Agrumi della Costa dei Trabocchi
Gli Agrumi della Costa dei Trabocchi sono una coltivazione tipica abruzzese. I frutti di tale coltivazione (arance, mandarino e limone) fanno parte dei Prodotti agroalimentari tradizionali abruzzesi e vengono prodotti nella Costa dei Trabocchi.

## Cucina
Possono essere usati freschi, ad insalata, spremuti o per la confettura; altresi vengono utilizzate anche per la preparazione di liquori, come  l'Aurum.